# Gösta Eriksson
Gösta Eriksson (suec: Gösta Gunvald Eriksson)  (Skee, 26 de gener de 1931 - Trollhättan, 21 d'agost de 2024) va ser un remer suec que va competir durant les dècades de 1950 i 1960.
El 1956 va prendre part en els Jocs Olímpics d'Estiu de Melbourne, on va disputar dues proves del programa de rem. Formant equip amb Olle Larsson, Ivar Aronsson, Evert Gunnarsson i Bertil Göransson guanyà la medalla de plata en la prova de quatre amb timoner, mentre en la prova de vuit amb timoner fou quart. Quatre anys més tard, als Jocs de Roma, tornà a disputar dues proves del programa de rem. En ambdues quedà eliminat en sèries.
En el seu palmarès també destaquen dues medalles de plata al Campionat d'Europa de rem de 1955, tres Campionats nòrdics, un Campionat del Món de Veterans i dotze campionats nacionals.